# Bechtram V. von Vilbel
Bechtram V. von Vilbel (* um 1372; † 27. August 1420 in Frankfurt am Main) war ein Ritter aus dem Geschlecht der Herren von Vilbel, welche von 1128 bis 1540 urkundlich belegt sind. Er erlangte Berühmtheit durch sein Wirken als Raubritter in den 1390er-Jahren und in den Jahren 1416 bis zu seinem Tod 1420.

## Leben
Bechtram war der Sohn von Richard I. von Vilbel und Grete von Erlenbach und hatte einen Bruder, Walter von Vilbel und eine Schwester, Gertrud.
Stammsitz der Ritter von Vilbel war die Burg in Bad Vilbel (heute Ruine der Wasserburg), die im Zuge einer Fehde zwischen den Vilbeler Rittern und Philipp VIII. von Falkenstein, Ulrich V. von Hanau und der Stadt Frankfurt im Jahre 1399 zum ersten Mal zerstört wurde. Die Fehde wurde wesentlich durch Streitigkeiten zwischen den Vilbeler Rittern und der Stadt Frankfurt wegen der Erhebung von Brückenzoll an der Vilbeler Brücke über die Nidda ausgelöst. Die Burg Vilbel ging anschließend in den Besitz von Werner von Falkenstein über.
Bechtram war auch zweimal für mehrere Jahre (1391–1394 und 1412–1416) als Hauptmann im Dienste der Stadt Frankfurt.
Als Raubritter verlangte er von den in die Messestadt Frankfurt kommenden und den von dort abreisenden Kaufleuten Brückenzoll, er überfiel die Kaufleute jedoch auch. Dieses Handeln als Raubritter war typisch für den Kampf gegen den sozialen Abstieg des niederen Adels im späten Mittelalter, das durch den Aufstieg der Handelsstädte und deren Bürger bedingt war.
Bei einem seiner Überfälle im Sommer 1420 wurde Bechtram mit zwei Knappen von Frankfurter Söldnern gefangen genommen und anschließend zum Tode verurteilt. Bechtram wurde am 27. August 1420 vor den Toren Frankfurts geköpft.